# Återvätning
För andra betydelser, se återvätning (hygien).

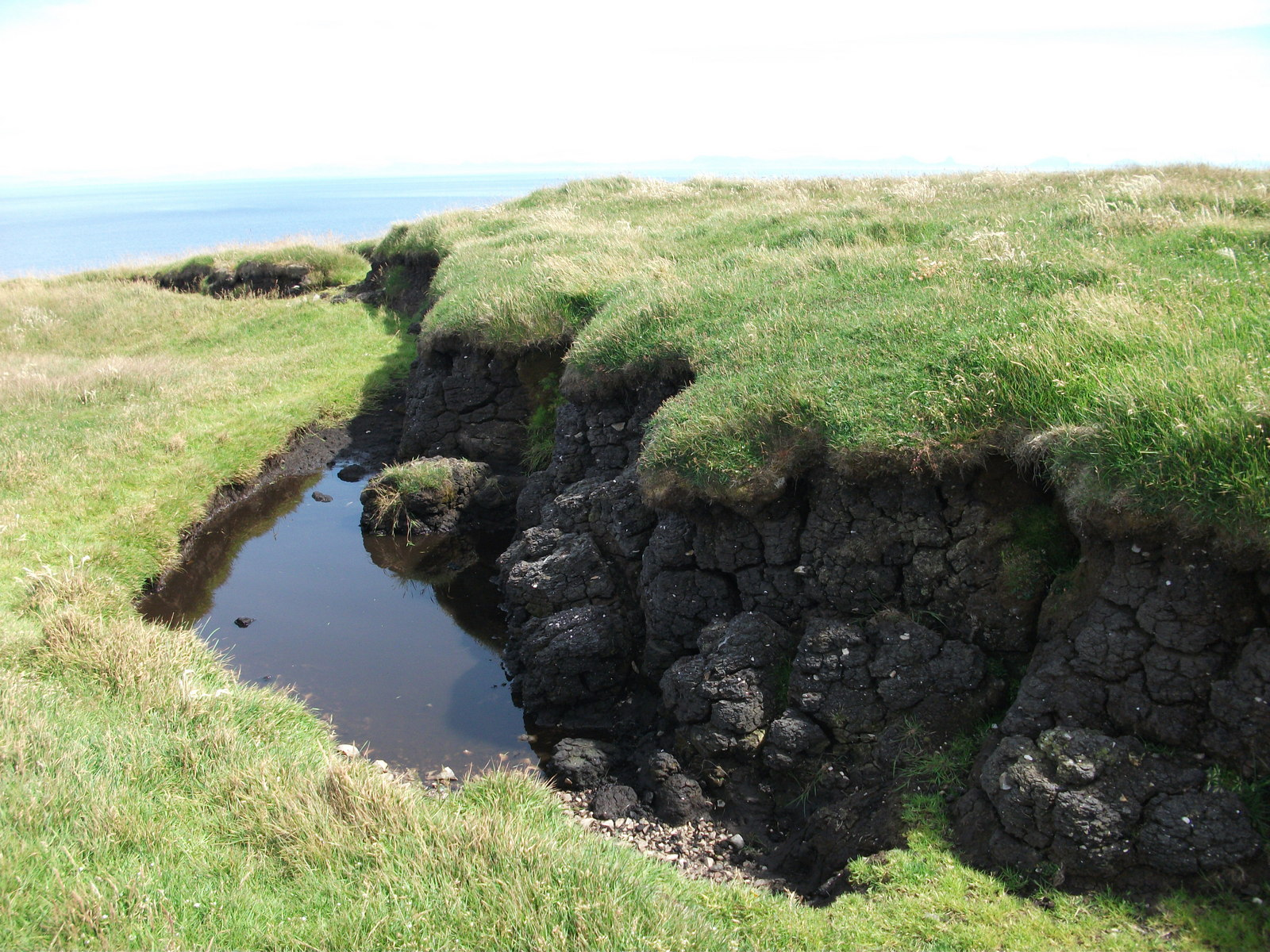
Vatteneroderad torv.

Återvätning är ett begrepp som används för att beskriva exempelvis återställande av dränerande våtmarker. Vid torvmarker kan diken som använts för att dränera områden tillåtas växa igen eller pluggas, det vill säga fyllas igen. Syftet är att på det sättet höja grundvattennivån i marken och därmed restaurera kolrika ekosystem, något som är bra för klimatet.